# Misanthropy Records
Pour les articles homonymes, voir Misanthrope (homonymie).
 (décembre 2018).
Misanthropy Records est une maison de disque anglaise de black metal.
Elle a été fondée en 1993 par Tiziana Stupia. Après l’assassinat d'Øystein Aarseth par Varg Vikernes en août 1993, aucun label ne souhaitait travailler avec lui. Tiziana Stupia signe alors un contrat avec Varg Vikernes s'engageant à sortir et ressortir les quatre album de Burzum enregistré en 1992 et 1993. 
L'entreprise ferme en 2000, Stupia préférant se concentrer sur sa carrière de prêtresse païenne. Désormais, elle s'appelle « Prem Srila » et a écrit un livre : Meeting shiva. 

## Publication d'albums
- 1994 : Burzum - Hvis lyset tar oss
- 1994 : Burzum - Det som engang var
- 1995 : Monumentum - In Absentia Christi
- 1995 : Ved Buens Ende - Written in Waters
- 1995 : In the Woods... - Heart of the Ages
- 1995 : Burzum - Burzum/Aske (Compilation du premier album avec l'EP Aske inclus.)
- 1996 : In the Woods... - White Rabbit (single uniquement en vinyle.)
- 1996 : Katatonia / Primordial - Primordial/Katatonia, split
- 1996 : Arcturus - Aspera Hiems Symfonia
- 1996 : Burzum - Filosofem
- 1996 : Burzum - Dunkelheit, VHS
- 1997 : In the Woods... - Omnio
- 1997 : Mayhem - Ancient Skin / Necrolust (single)
- 1997 : Burzum - Dauði Baldrs
- 1997 : Mayhem - Wolf's Lair Abyss
- 1998 : In the Woods... - Let There Be More Light
- 1998 : Solstice - New Dark Age
- 1998 : Primordial - A Journey's End
- 1998 : Beyond Dawn - Revelry
- 1998 : Mayhem - Live in Bischofswerda, VHS
- 1999 : Burzum - Hliðskjálf